# میکلوش فهر
میکلوش فهر (به انگلیسی: Miklós Fehér)، (زاده ۲۰ ژوئیه ۱۹۷۹ – درگذشته ۲۵ ژانویه ۲۰۰۴) بازیکن فوتبال اهل کشور مجارستان بود که در سال ۲۰۰۴ میلادی زمانی که برای تیم بنفیکای پرتغال بازی می‌کرد در حین بازی به علت حمله‌ی قلبی از دنیا رفت.

## فوتبال باشگاهی

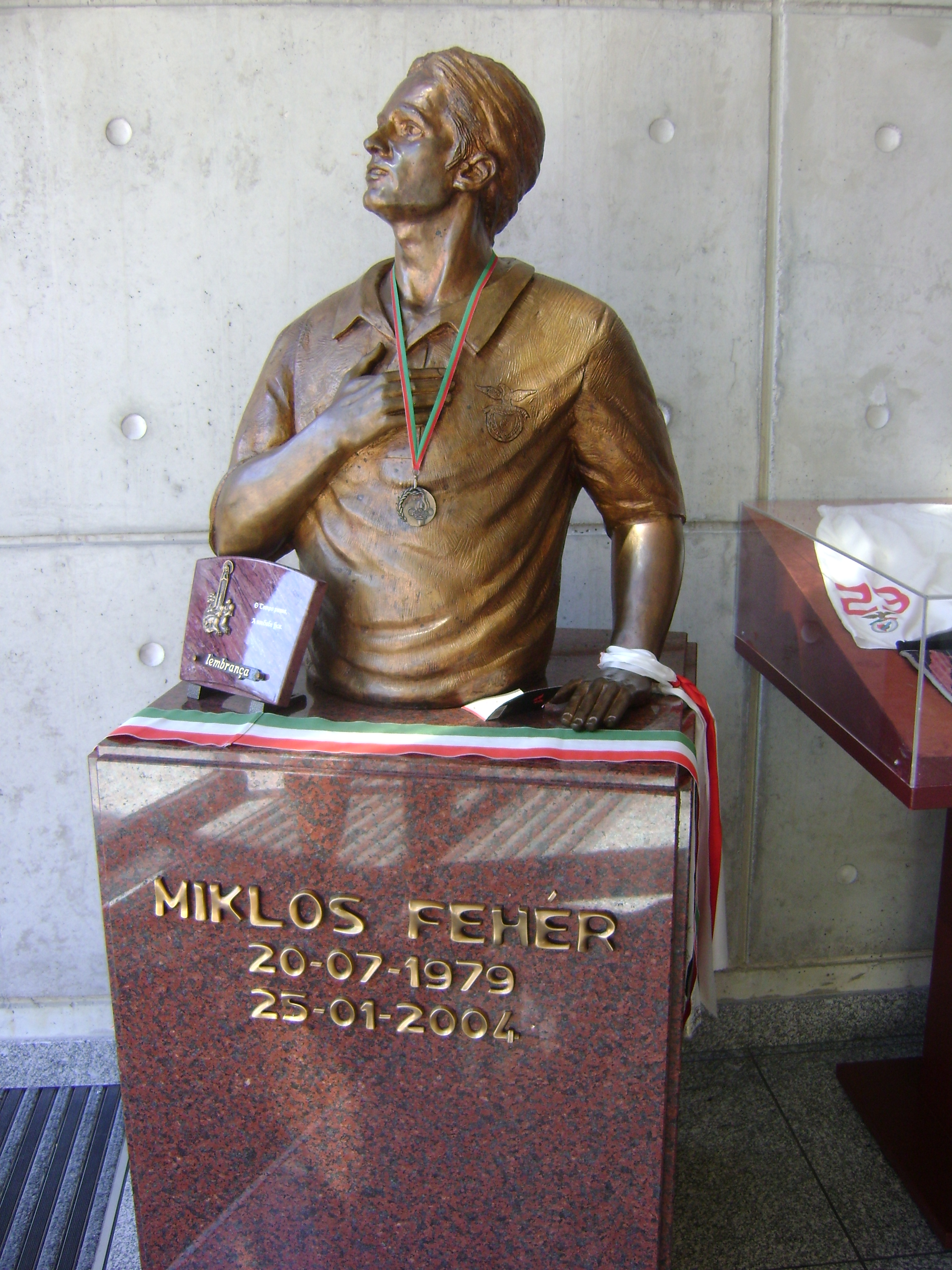
میکلوش فهر

او در شهر تاتابانیا متولد شد. هنگامی که در باشگاه گیوری بازی می‌کرد توسط استعدادیاب‌های باشگاه پورتو شناسایی شد و به این تیم ملحق شد. وی پس از بازی در تیم‌های پورتو و تیم دوم پورتو به طوری قرضی به باشگاه‌های سالگیروس و براگا پیوست. وی در سال ۲۰۰۲ به تیم بنفیکا ملحق شد و تا سال ۲۰۰۴ در این تیم بازی کرد.

### مرگ
در ۲۵ ژانویه ۲۰۰۴ و در بازی دو تیم بنفیکا و ویتوریا گیمارش پس از اینکه داور مسابقه به وی کارت زرد نشان داد او دچار حمله‌ی قلبی شد و چند ثانیه بعد از دنیا رفت. پزشکان علت مرگ او را بیماری ناراحتی قلبی مادرزادی عنوان کردند.

مرگ فهر بازتاب وسیعی در پرتغال و اروپا داشت. آنتونیو کنهاواز، مدیر ارتباطات باشگاه بنفیکا گفت:«هیچ کس نمی‌خواهد این خبر تکان دهنده را منتقل کند. ما همگی شوکه شدیم و می‌خواهیم ابتدا به خانواده‌ی داغدار او تسلیت بگوییم. تمام اعضای باشگاه و هواداران بنفیکا برای از دست دادن فهر عزادار هستند.»

همچنین لوتار ماتیوس که در آن زمان سرمربی تیم ملی مجارستان بود اعلام کرد:
مرگ فهر دنیای فوتبال را در ماتم فرو برد. شوک بزرگی بود و تمام جهان ورزش را تحت تاثیر خود قرار داد. ما همگی به دوستان و خانواده فهر می‌اندیشیم و در این لحظات دشوار در کنار آنان هستیم.
گیلبرتو مادیل، رئیس فدراسیون فوتبال پرتغال نیز اعلام کرد:«از طرف فدراسیون فوتبال پرتغال تاسف عمیق خود را نسبت به این حادثه‌ی دلخراش اعلام میکنم. زندگی شرایط ناعادلانه زیادی دارد. تنها می‌توانیم خود را در غم از دست دادن فهر با خانواده و دوستان او شریک بدانیم.»

## فوتبال ملی
او اولین بازی ملی خود را در سال ۱۹۹۸ برابر آذربایجان انجام داد. و در مجموع ۷ گل در ۲۵ بازی ملی خود به ثمر رساند.